# Heteropterologia
Heteropterologia – dział entomologii zajmujący się badaniem owadów z rzędu Heteroptera (pluskwiaki).

Do czasopism heteropterologicznych należą m.in.: Heteropteron (wydawane w języku niemieckim), Heteroptera Poloniae – Acta Faunistica (wydawane w języku polskim), Journal of the Heteroptera of Turkey (wydawane w języku tureckim i angielskim).
Ogólnoświatowym stowarzyszeniem skupiającym heteropterologów jest Międzynarodowe Towarzystwo Heteropterologiczne (International Heteropterists' Society).